# Tabanovac
Tabanovac (em cirílico:Табановац) é uma vila da Sérvia localizada no município de Petrovac na Mlavi, pertencente ao distrito de Braničevo, na região de Mlava. A sua população era de 955 habitantes segundo o censo de 2002.

## Demografia
| 1948  | 1953  | 1961  | 1971  | 1981  | 1991  | 2002 |
| ----- | ----- | ----- | ----- | ----- | ----- | ---- |
| 1 257 | 1 405 | 1 413 | 1 405 | 1 403 | 1 323 | 955  |